# Cerkljansko hribovje
Cerkljansko hribovje je slovenska geografska regija, ki se nahaja v okolici reke Idrijce. Uvrščamo ga v skupino predalpskih hribovij, na vzhodu in severu meji na Škofjeloško hribovje, na severozahodu na Baško grapo, južno pa prehaja v Idrijsko hribovje in Šentviško goro. Najvišji vrh Cerkljanskega hribovja je Porezen (1630 mnm). Geološki zanimivosti sta predvsem Ravenska jama in arheološko najdišče Divje babe (jama pod Šebreljami). V soteski Pasice je bila med NOB postavljena partizanska vojna bolnica Franja. Središče Cerkljanskega je naselje Cerkno. Zimsko turistično ponudbo ponuja predvsem smučišče Cerkno pod Črnim vrhom (1291 mnm).